# 小红孔菌属
小红孔菌属（学名：Pycnoporellus），也称小密孔菌属，是白肉迷孔菌科下的一个属。

## 下属物种
本属包括以下物种：
- 白黄小红孔菌 Pycnoporellus alboluteus (Ellis & Everh.) Kotl. & Pouzar，白黄小密孔菌
- Pycnoporellus fibrillosus
- 光亮小红孔菌 Pycnoporellus fulgens (Fr.) Donk，光小密孔菌